# اوفک-۴
اوفک-۴ (در عبری: אופק ۴ - معنای فارسی: افق-۴) نام چهارمین نسل از ماهواره‌های اطلاعاتی نیروهای دفاعی اسرائیل به نام اوفک است که توسط سازمان تحقیقات فضائی اسرائیل در ۱۹۹۸ بدون موفقیت به فضا پرتاب شد.